# Ljudmila Nikitina
Ljudmila Ivanovna Nikitina, coniugata Popkova (in russo Людмила Ивановна Никитина-Попкова?; Leningrado, 10 ottobre 1937), è un'ex cestista sovietica.

## Carriera
Con l'Unione Sovietica ha disputato i Campionati europei del 1960.